# Geleitzug RA 57
Der Geleitzug RA 57 war ein alliierter Nordmeergeleitzug, der im März 1944 in der Murmansk vorgelagerten Kola-Bucht zusammengestellt wurde und weitestgehend ohne Ladung in das schottische Loch Ewe fuhr. Die Alliierten verloren lediglich einen Frachter (7062 BRT). Auf deutscher Seite gingen die U-Boote U 472, U 366 und U 973 verloren.

## Zusammensetzung und Sicherung

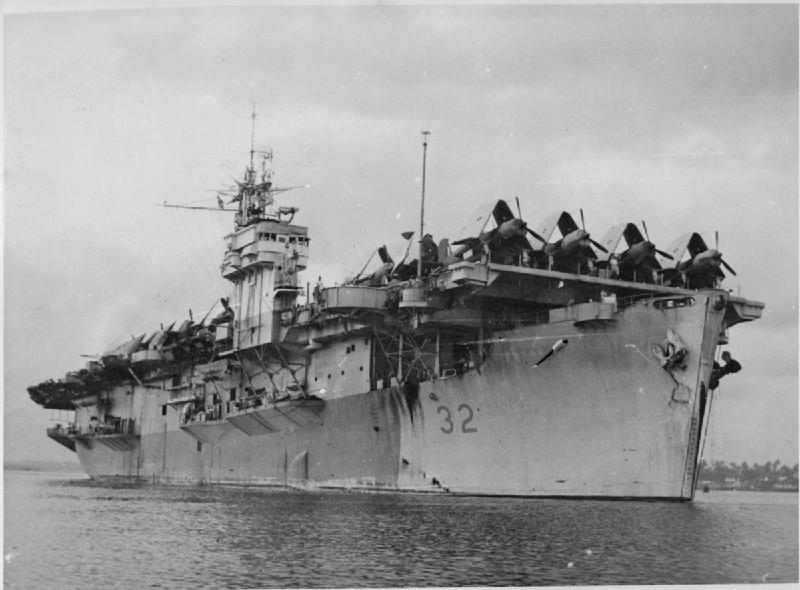
Geleitträger HMS Chaser

Der Geleitzug RA 57 setzte sich aus 32 Frachtschiffen zusammen. Am 2. März 1944 verließen sie das sowjetische Murmansk (Lage) in Richtung Loch Ewe (Lage). Kommodore des Konvois war Captain M J D Mayall, der sich auf der Fort Crevecour eingeschifft hatte. Die Nahsicherung übernahmen die Zerstörer Keppel, Beagle, Boadicea und Walker sowie die Korvetten Bluebell, Camellia, Lotus, Rhododendron und die Minensucher Gleaner und Seagull. Als Ocean Escort standen bereit der Flakkreuzer Black Prince, der Geleitträger Chaser und die Zerstörer Milne, Impulsive, Matchless, Meteor, Obedient, Offa, Onslaught, Oribi, Savage, Serapis, Swift, Verulam und Vigilant. Ab 8. März übernahm die Western Local Escort die Sicherung mit den Minensuchern Hydra, Loyalty, Onyx, Orestes und Ready.
| Name                 | Typ      | Flagge                 | Vermessung in BRT | Verbleib                               |
| -------------------- | -------- | ---------------------- | ----------------- | -------------------------------------- |
| Abner Nash           | Frachter | Vereinigte Staaten     | 7177              |                                        |
| Aert van der Neer    | Frachter | Niederlande            | 7170              |                                        |
| Albert C Ritchie     | Frachter | Vereinigte Staaten     | 7176              |                                        |
| Bernard N Baker      | Frachter | Vereinigte Staaten     | 7191              |                                        |
| Charles A McAllister | Frachter | Vereinigte Staaten     | 7176              |                                        |
| Charles Scribner     | Frachter | Vereinigte Staaten     | 7176              |                                        |
| Edward L Grant       | Frachter | Vereinigte Staaten     | 7176              |                                        |
| Edwin L Drake        | Frachter | Vereinigte Staaten     | 7176              |                                        |
| Empire Bard          | Frachter | Vereinigtes Königreich | 3114              |                                        |
| Empire Pickwick      | Frachter | Vereinigtes Königreich | 7068              |                                        |
| Empire Ploughman     | Frachter | Vereinigtes Königreich | 7049              |                                        |
| Empire Tourist       | Frachter | Vereinigtes Königreich | 7062              | am 5. März durch U 703 versenkt (Lage) |
| Fort Crevecouer      | Frachter | Vereinigtes Königreich | 7191              |                                        |
| Fort Norfolk         | Frachter | Vereinigtes Königreich | 7131              |                                        |
| Fort Slave           | Frachter | Vereinigtes Königreich | 7134              |                                        |
| Henry Bacon          | Frachter | Vereinigte Staaten     | 7177              |                                        |
| Henry Wynkoop        | Frachter | Vereinigte Staaten     | 7176              |                                        |
| John H B Blatrobe    | Frachter | Vereinigte Staaten     | 7191              |                                        |
| John La Farge        | Frachter | Vereinigte Staaten     | 7176              |                                        |
| Tom Hamilton Hayne   | Frachter | Vereinigte Staaten     | 7177              |                                        |
| Philip Livingston    | Frachter | Vereinigte Staaten     | 7176              |                                        |
| Richard H Alvey      | Frachter | Vereinigte Staaten     | 7191              |                                        |
| Robert Lowry         | Frachter | Vereinigte Staaten     | 7176              |                                        |
| Samuel McIntyre      | Frachter | Vereinigte Staaten     | 7176              |                                        |
| San Adolfo           | Frachter | Vereinigtes Königreich | 7365              |                                        |
| San Ambrosia         | Frachter | Vereinigtes Königreich | 7410              |                                        |
| San Cirilo           | Frachter | Vereinigtes Königreich | 8012              |                                        |
| Thorstein Veblen     | Frachter | Vereinigte Staaten     | 7176              |                                        |
| Willard Hall         | Frachter | Vereinigte Staaten     | 7200              |                                        |
| William Tyler Page   | Frachter | Vereinigte Staaten     | 7176              |                                        |
| Winfred L Smith      | Frachter | Vereinigte Staaten     | 7191              |                                        |
| Woodbridge N Ferris  | Frachter | Vereinigte Staaten     | 7200              |                                        |

## Verlauf
Obwohl der westwärts gehende Geleitzug erst in einem großen Bogen nach Osten fuhr, erfasste ihn die deutsche Luftaufklärung am 4. März 1944. Daraufhin wurden die U-Boote U 278, U 288, U 472, U 673, U 703, U 739 und U 959 auf den Konvoi angesetzt. In der Nacht vom 4. zum 5. März erfolgten die ersten Angriffe mit T-V-Torpedos, die aber allesamt ergebnislos blieben. Eine Swordfish des Geleitträgers HMS Chaser beschädigte U 472 (Lage) so schwer, dass es vor dem anrückenden Zerstörer HMS Onslaught von der Besatzung versenkt wurde. Am 5. März versenkte U 703 den Frachter Empire Tourist (7062 BRT). Weitere Angriffe der U-Boote vom 5. bis 7. März scheiterten. Trägergestützte Flugzeuge vom Typ Swordfish versenkten dagegen am 5. März U 366 (Lage) und am 6. März U 973 (Lage). Am 10. März traf der Geleitzug im schottischen Loch Ewe ein.